# Manuel Padorno
Manuel Padorno Navarro  (Santa Cruz de Tenerife, 30 de septiembre de 1933 - Madrid, 22 de mayo de 2002) fue un poeta, pintor, editor y académico canario. Recibió, entre otros, el Premio Canarias de Literatura, que concede el Gobierno de Canarias, en 1990 y el Premio Internacional de Poesía Ciudad de Las Palmas de Gran Canaria, en su edición de 1993.

## Biografía
De niño vivió temporalmente en diferentes ciudades de las Islas Canarias, norte de África y Barcelona, antes de que su familia se estableció en 1944 en Las Palmas de Gran Canaria, donde estudió Bachillerato. Desde muy joven se inició en sus grandes pasiones: la poesía y la pintura. La muerte prematura de su padre le obligó a ocuparse del mantenimiento familiar y a abandonar sus estudios universitarios, por lo que su formación fue de carácter autodidacta.
En 1954, con Elvireta Escobio, Manolo Millares, Martín Chirino y José María Benítez, formó el grupo de artistas y escritores vanguardistas de Las Palmas. Con Millares editó la revista manuscrita Astil y realizó el letrismo para una serie de dibujos figurativos de Manolo.
En 1955, tras la publicación de su texto lírico-dramático Oí crecer a las palomas, con portada y retrato de Padorno realizado por Millares, el grupo se trasladó a Madrid, donde convivieron y se relacionaron con los pintores y poetas que más tarde formarían el grupo El Paso. Al año siguiente, por motivos familiares, regresó a Las Palmas de Gran Canaria, donde continuó su incesante actividad.
En 1957 escribió Salmos para que un hombre diga en la plaza y Queréis tañerme (inéditos), de marcado tono social, que daría a conocer en revistas y periódicos y en "publicaciones orales".
En 1959 fue cofundador del grupo "Teatro y Poesía" y de la revista radiofónica "La Cometa". Fue uno de los miembros más activos en la lucha por conmutar la pena de muerte de Juan García Suárez "el Corredera". Escribió Coral Juan García, el corredera (impublicable hasta 1977 en Madrid).
En 1961 se casó con la poeta, natural de Las Palmas de Gran Canaria, Josefina Betancor. De 1961 a 1963 vivieron en Lanzarote, donde pintó guaches de planimetría constructivista y escribió A la sombra del mar, libro de gran influencia en la poesía española. En 1962 nació su hija Ana Teresa. Residieron en Madrid desde 1963, donde nació su hija Patricia en 1965. 
A partir de 1965, dirigió junto al poeta Luis Feria la colección Poesía para todos, núcleo aglutinador de poetas y pintores de la Generación del 50. En 1969 hizo su primera visita a Nueva York. A partir de ese año se sucedieron frecuentes viajes por Europa, Estados Unidos, Cuba, Jerusalén, etc.
A partir de los 70 comenzaron sus exposiciones pictóricas. En 1970, Juana Mordó editó la carpeta Torquemada, con seis serigrafías de Manolo Millares y el poema de Padorno que le da nombre. Su trabajo en poesía y arte fue continuo y fecundo, equilibrada su obra por una autocrítica normativa y violenta; sus breves publicaciones Papé Satàn, Torquemada, Forjario y Charing Cross, propusieron, indefectiblemente, en un tiempo de censura y silencio, una ruptura con los esquemas mentales tradicionales e inauguraron, con su meditativo rigor y su misterio, uno de los procesos dialécticos más personales de la poesía española.
En 1972 creó con Josefina Betancor la editorial Taller Ediciones JB, realizando una labor en la que cobró especial relevancia la difusión de los autores canarios, asistiendo anualmente desde entonces a la Feria Internacional del Libro de Frankfurt (Frankfurt Buchmesse). Escribió textos, diseñó y editó para Juana Mordó libros y catálogos de artistas de la galería (Rivera, Farreras, Canogar, Chirino, Mompó, Equipo Crónica...).
En 1976 participó activamente en la redacción del Manifiesto del Hierro.
A partir de los años 80 expuso con mayor asiduidad su obra pictórica en Madrid, Barcelona, Canarias, Oviedo, Alicante, Sevilla, París, Estocolmo y Jerusalén, entre otros países. En 1983 expuso (del 9 de junio al 5 de julio) "Nómada urbano" en la Galería Aele, Madrid.
En 1983 fundó "La Banda", grupo artístico, con los pintores Don Herbert y Francis Warringa. Su texto “Palabras al son de un contrabajo”, se convirtieron en el manifiesto del grupo.
Como gran dinamizador cultural, a lo largo de toda su vida propició la creación de proyectos de gran calado sociocultural.
En 1985 fue nombrado por el Gobierno de Canarias asesor de la Consejería de Cultura, desde la que desarrolló una intensa labor durante dos años, resultando un revulsivo que convulsionó el espacio cultural de las islas, dinamizando y motivando la creación en todos su ámbitos: literatura, pintura, fotografía, música, moda, teatro, etc, poniendo las bases y plantando las semillas de lo que sería un "inquieto despertar" de la Cultura en Canarias. Consiguió entre otros logros la adquisición de la antigua fábrica de tabacos "La Regenta", reconvirtiéndola en Centro de Arte y sala de exposiciones.
Creó el grupo musical Nocturna Free en 1987 y comenzó a colaborar habitualmente con la prensa canaria y nacional; codirigió el suplemento cultural "La Fábrica Atlántica" del periódico Canarias7, colaboró en el programa de radio "Bajo la Luna" en Radio Cadena Las Palmas de RNE.
En 1988 montó el Happening: "Paseo de Don Domingo Rivero por la ciudad de Las Palmas de Gran Canaria", con la colaboración del Dr. D. Juan Oliva.
En la década de los 90 escribió y pintó intensamente ya instalado junto al mar, en su casa de Punta Brava, Playa de Las Canteras, además de continuar con otras múltiples actividades como lecturas, conferencias, viajes, dentro y fuera del país.
En 1992 fue nombrado Asesor de la Fundación César Manrique, Lanzarote. Un año después formó parte del jurado del Premio Montblanc a la cultura en Canarias y leyó el discurso de presentación del Premio Especial a Josefina de la Torre.
Fue uno de los principales promotores de la Academia Canaria de la Lengua, de la que fue nombrado vicepresidente en 1999.
A lo largo de su vida creó una extensa obra pictórica, paralela a su obra poética, en la que se distinguen varias etapas y series como “Nómada urbano”, “Nómada urbano: Toro”, “Nómada marítimo”, entre otras, y nueve carpetas de obra gráfica realizadas entre 1970 y 2001.
Murió en Madrid el 22 de mayo de 2002 a los 68 años de edad. Dejó inéditos en estado final de preparación varios libros y plaquettes, así como numerosos poemas sueltos.
En marzo de 2021 se impulsa una iniciativa para convertir la vivienda donde residió junto a su esposa, Josefina Betancor, en la playa de Las Canteras, en una casa museo.
Fue hermano del poeta y profesor Eugenio Padorno.

## Reconocimientos
En 2002, el Ayuntamiento de Telde (Gran Canaria) pone su nombre a un paseo: Paseo poeta Manuel Padorno. Ese mismo año se le concede la Gran Cruz de la Orden "Islas Canarias". También en 2002, Biblioteca Pública del Estado de Las Palmas de Gran Canaria inaugura un salón a su nombre, el Salón de Actos Manuel Padorno.
En 2003, recibe la distinción como Hijo Adoptivo de Gran Canaria e Hijo Adoptivo de Las Palmas de Gran Canaria (2003)
También en 2003, coincidiendo con el 70 aniversario de su nacimiento, se presentó en el Círculo de Bellas Artes de Madrid, su libro de poemas Canción atlántica; se inauguró una exposición, de la que da fe un extenso catálogo: Manuel Padorno 1933-2002, en la que se mostró parte de su obra poética y pictórica (que nunca se habían presentado juntas), parte de su trabajo editorial, trabajos para prensa, y también objetos personales y curiosas colecciones que mostraban una visión del Manuel Padorno más personal. Así mismo se celebraron unas jornadas sobre su obra con amplia participación de importantes personalidades de la cultura española. En 2004 se presentó en Las Palmas de Gran Canaria y en Santa Cruz de Tenerife.
En 2006, el Ayuntamiento de Las Palmas de Gran Canaria pone su nombre al tramo del paseo de la Playa de Las Canteras donde está ubicada su casa: Punta Brava, Paseo del poeta Manuel Padorno. En noviembre de 2006, la Academia Canaria de la Lengua presentó el libro: Homenaje a Manuel Padorno.

## Premios
- 1961, Premio de Poesía Gabinete Literario de Las Palmas de Gran Canaria
- 1962, Accésit del Premio Adonais de Poesía
- 1990, Premio Canarias de Literatura
- 1992, Premio Nacional Pablo Iglesias de Letras y Pensamiento
- 1993, Premio Internacional de Poesía Ciudad de Las Palmas

## Homenajes
- José Manuel Ortega, Manzanita, música varios poemas de Manuel Padorno, (como "Muchacha de silencio") y en su espectáculo "Verso a Verso" le dedica un Homenaje. Entre otros lugares, actúa en el Teatro Pérez Galdós de Las Palmas de Gran Canaria.  (2001)
- Exposición Manuel Padorno: Recuerdo y Homenaje 1933-2002, Ateneo de La Laguna, Santa Cruz de Tenerife, Casa de Canarias, Madrid, (2002)
- Performando 2002: Homenaje a Manuel Padorno. Encuentro de Acciones y Performances de Gran Canaria, Cabildo de Gran Canaria, Las Palmas de Gran Canaria, (2002)
- Homenaje a la obra de Manuel Padorno del Círculo de Bellas Artes de Madrid, 2003. Presentación de su libro Canción Atlántica, editado por Tusquets y Jornadas Homenaje al poeta Manuel Padorno, (2003)
- Exposición Homenaje a Manuel Padorno (obra plástica y obra poética), Colegio Oficial de Arquitectos de Canarias (COAC), Santa Cruz de Tenerife y Centro de Arte La Regenta, Las Palmas de Gran Canaria, (2004)
- Homenaje a Manuel Padorno, Academia Canaria de la Lengua, edición del libro Homenaje a Manuel Padorno, Casa de Colón, Las Palmas de Gran Canaria, (2006) y Instituto Cabrera Pinto, La Laguna, Tenerife, (2006)
- Ciclo de encuentros Ciudad y Literatura (sostenibles), “Manuel Padorno: ciudad del desvío”, Proyección de audiovisuales sobre Manuel Padorno, Recital poético musical con textos de Manuel Padorno, Espacio Cultural Caja Canarias, Santa Cruz de Tenerife, (2006)
- Día de Canarias, Exposición Homenaje a los Premios Canarias de Literatura, Biblioteca Pública de Las Palmas, (2008)

## Obra literaria

### Libros Publicados
Publicada en Canarias, Madrid, Barcelona y Valencia, la producción poética de Manuel Padorno se compone de:
- 1955, Oí crecer a las palomas, Tipografía Lezcano, Las Palmas de Gran Canaria,[12] (1955)
- 1960, Antología inédita, 1959, Pliegos de Poesía San Borondón, Las Palmas de Gran Canaria, (1960)
- 1963, A la sombra del mar, Rialp, Madrid, 1.ª ed. (1963)
- 1970, Papé Satàn, Inventarios Provisionales, Las Palmas de Gran Canaria, agosto, 1.ª ed., octubre, 2.ª ed., (1970)
- 1977, Coral Juan García, el corredera, Taller Ediciones JB, Biblioteca Popular Canaria, Madrid, (1977)
- 1986, Una bebida desconocida, Colección Banana Warehouse, Taller Ediciones JB, Las Palmas de Gran Canaria, (1986)
- 1989, A la sombra del mar, Cabildo de Lanzarote, Arrecife, Lanzarote, 2ª ed. (1989)
- 1989, El náufrago sale (1981-89), que incluye: Una bebida desconocida (1985-86), El animal perdido todavía (1980-87) y En absoluta desobediencia, Cabildo de Gran Canaria, Las Palmas de Gran Canaria,
- 1990, El nómada sale, antología que incluye, además de poemarios conocidos, una muestra de libros inéditos: A la sombra del mar (3ª ed.), Conejera (1963), Código de cetrería (selección), Ética (selección), Una bebida desconocida (2ª ed.), El animal perdido todavía (selección), En absoluta desobediencia (selección), Loor del solitario  (selección) (1987) y El hombre que llega al exterior (selección),  Biblioteca Básica Canaria, Ediciones Vice consejería de Cultura y Deportes, Gobierno de Canarias, Islas Canarias.
- 1990, El hombre que llega al exterior, Editorial Pre-Textos, Valencia, (1990)
- 1990, Sobre la indiferencia y el ocultamiento: la indefinición cultural canaria, en prosa, Fundación Mutua Guanarteme, Las Palmas de Gran Canaria
- 1990, Desnudo en Punta Brava, Ediciones Hiperión Poesía, Madrid
- 1991, Una aventura blanca, Ediciones Libertarias, Madrid
- 1991, Égloga del agua, que incluye el texto en prosa El contenido vacío, Edirca, Las Palmas de Gran Canaria, 1.ª ed
- 1992, Égloga del agua, Ediciones Libertarias, Madrid, 2.ª ed.
- 1993, Éxtasis, Editorial Pre-Textos, Valencia
- 1994, Efigie canaria, Ayuntamiento de Las Palmas de Gran Canaria, LPGC
- 1995, Siete poemas para llegar al desvío, Café Central, Barcelona
- 1995, Desvío hacia el otro silencio, Colección Péñola Blanca, n.º 1, Fundación César Manrique, Lanzarote
- 1995, La Guía (Antología poética personal, 1963-1994), Ediciones del Bronce, Barcelona
- 1996, Canteras del pájaro de agua, Ed. Carlos José Cardoso Guerra
- 1997, Para mayor gloria, Editorial Pre-Textos, Valencia
- 1998, El pasajero bastante, Cabildo de Gran Canaria, Las Palmas de Gran Canaria,
- 2000, Hacia otra realidad, Tusquets Editores, Barcelona

#### Publicaciones Póstumas
- 2003, Canción atlántica, Los cuatro libros de poesía 1997-2002: Para mayor gloria, Hacia otra realidad, El otro lado y Fantasía del retorno, Tusquets Editores, Barcelona
- 2004, Poemas, InterSeptem Canarias, Santa Cruz de Tenerife
- 2004, El Oleaje, Galería Estampa, Madrid
- 2006, Bestiario atlántico, Ediciones Idea, Santa Cruz de Tenerife
- 2007, Edenia, Tusquets Editores, Barcelona
- 2011, La palabra iluminada (Antología 1955-2007), Ediciones Cátedra, Colección Letras Hispánicas n.º 672, Madrid

#### Carpetas
- 1970, Torquemada. Poema que pertenece a su libro Ética (inédito, 1965) y dio origen a la carpeta del mismo nombre –que incluye el poema y 6 serigrafías de Manolo Millares-, realizada por Abel Martín, Ediciones Galería Juana Mordó S. A., Madrid,
- 1971-1973, Charing Cross. Poema en 9 fragmentos, 22 heliograbados, The Graphic Man, Madrid
- 2004, El Oleaje. 15 poemas ilustrados por Fernando Álamo, Galería Estampa, Madrid

#### Otros textos, intervenciones y colaboraciones
(no se incluyen las publicaciones en prensa)
- Texto y performance "Manifiesto contra el clasicismo", con Manolo Millares, Tony Gallardo y José María Benítez, Las Palmas de Gran Canaria, (1954)
- Letras para una serie de dibujos figurativos del artista Manolo Millares, Las Palmas de Gran Canaria, (1954)
- Texto en "Mujeres en la Isla". Revista mensual literaria femenina, N.º 77, mayo, Las Palmas de Gran Canaria, (1961)
- Conceptualiza Forjario del artista Martín Chirino con su poema Fármacon, Madrid, (1972)
- Texto del catálogo de Manuel Rivera: Obras 1956-1975, Galería Juana Mordó, Madrid, (1975)
- Ponencia en el Congreso de Poesía Canaria, Ateneo de La Laguna, Universidad de La Laguna, Tenerife, (1976)
- Texto Homenaje a Picasso para la exposición Contacto Canario a Pablo Picasso, Casa de Colón, Las Palmas de Gran Canaria, (1977)
- Texto para el catálogo de Chirino: AfroCan, Taller Ediciones JB, Madrid, (1977)
- Texto para el catálogo de Chirino: Magec el deslumbrador, Taller Ediciones JB, Madrid, (1977)
- Texto para el catálogo de Chirino, Ministerio de Cultura, Las Palmas de Gran Canaria, (1982)
- Texto para el catálogo de Rafael Canogar: 25 años de pintura, Madrid, Ministerio de Cultura, (1982)
- Texto del catálogo Tríptico de Tara, exposición de pintura de Jane Millares Sall, Gobierno de Canarias, Gabinete Literario, (1986)
- Intervención en el Seminario del Noroeste, Gáldar, Gran Canaria, (1987)
- Texto catálogo F. Presa, Sala San Antonio Abad, Las Palmas de Gran Canaria, (1989)
- Texto catálogo Javier Gil Muñoz, Galería Club de Prensa Canaria, Las Palmas de Gran Canaria, (1990)
- Texto catálogo Poema del faro del pintor Juan Hernández, Cabildo de Gran Canaria, Las Palmas de Gran Canaria, (1990)
- Intervención en los VI Rencontres Internationales de Litterature a Royaumont, París, (1990)
- Prólogo al libro de relatos Negra hora menos de Carlos Álvarez, Ayuntamiento de Santa Cruz de Tenerife, (1991)
- Intervención representando a intelectuales canarios en la Convención Pro-Saharaui de Ginebra, (1991)
- Intervención en Monográfico Manuel Padorno. El coloquio de los tiempos, Instituto de Bachillerato de Tafira, Las Palmas de Gran Canaria, (1991)
- Texto en catálogo Manuel Portera, Sala San Antonio Abad, Las Palmas de Gran Canaria, (1992)
- Texto en catálogo Imaginario de José Rosario Godoy, Centro de Iniciativas de La Caja de Canarias (CICCA), Las Palmas de Gran Canaria, (1992)
- Encuentro de escritores canarios en Liber 92, Madrid, (1992)
- Ponencia sobre la obra literaria de Cristóbal del Hoyo, Vizconde de Buen Paso, en la Universidad de Verano de la ULPGC, Maspalomas, Gran Canaria, (1992)
- Intervención en Encuentro de escritores canarios, La Gomera, (1992)
- Texto en catálogo Donde el mar (Homenaje a Felo Monzón), Fiestas de La Naval 95, Grupo Espiral, Ayuntamiento de Las Palmas de Gran Canaria, Castillo de La Luz, Las Palmas de Gran Canaria, Fundación César Manrique, Cabildo de Lanzarote, Lanzarote, (1995)
- Texto en catálogo Letimes. Parques nacionales y naturales de Canarias, Ángel Luis Alday, Las Palmas de Gran Canaria, (1995)
- Texto en catálogo Dámaso. Escenarios múltiples, Cabildo de Gran Canaria, Las Palmas de Gran Canaria, (1996)
- Intervención en II Congreso de poesía canaria. Hacia el próximo siglo, Ateneo de La Laguna, Tenerife, (1997)
- "Mi Philip Guston", texto en catálogo Línea y poesía: Philip Guston y Musa McKim, Fundación César Manrique, Lanzarote, (1998)
- Texto en Varia lección sobre el 98. El Modernismo en Canarias (Homenaje a Domingo Rivero), Ayuntamiento de Arucas, Servicio Publicaciones de la Universidad de Las Palmas de Gran Canaria, Las Palmas de Gran Canaria, (1999)
- "Comienza lo invisible", texto en catálogo Cristino de Vera. Obra reciente, Museo Internacional de Arte Contemporáneo, Madrid, (2000)
- "Qué es ser latino?", texto para el debate en el evento Son Latino, Tenerife, (2000)
- "Los escalones se colocaron empezando por arriba", artículo sobre el novelista Harry Mulish, ABC Cultural, Madrid, (2000)
- "La seducción del espacio", texto en catálogo de la exposición Carlos Lizariturry, Galería Torbandena, Trieste, Italia,
- Intervención en las Jornadas de Literatura en la ciudad antigua, Colegio Mayor Francisco de Sande, Cáceres, (2001)
- "Josefina en la playa", conferencia en el homenaje Josefina de la Torre: La última voz del 27, Residencia de Estudiantes, Madrid, (2001)
- "Philip Guston: Una nueva lectura del mundo", catálogo de Philip Guston: One-Shot-Painting, Instituto Valenciano de Arte Moderno (IVAM), Valencia, (2001)

## Obra Plástica

#### Exposiciones Individuales
- Hamstead Heath Gallery, Londres, Reino Unido, (1971)
- Can grafías, Arte-Expo, Barcelona, (1976)
- AfroCánico, CanEuropeo, AmeriCan, Sala Griffith, Madrid, (1978)
- Nómada urbano, Museo Casa de Colón, Las Palmas de Gran Canaria, (1981)
- Nómada urbano, exposición y performance con Juan Hidalgo, Club de Prensa Canaria, Las Palmas de Gran Canaria, (1981)
- Nómada urbano, Galería Leyendecker, Santa Cruz de Tenerife, (1982)
- Nómada urbano, Galería Aele, Madrid, (1983)
- Nómada urbano, Interior, Galería Aele, ARCO 84, Palacio de Cristal, Madrid, (1984)
- Nómada urbano, Interior, Galería Nane Stern, Paris, Francia, (1984)
- Nómada urbano, Toro, en el estudio "La Nave", Madrid, (1985)
- Nómada urbano, Toro, Konstmässan, Stockholm Art Fair, Sollentuna, Estocolmo, Suecia, (1985)
- Nómada urbano, Toro, Museo Español de Arte Contemporáneo, Real Jardín Botánico, Madrid, (1985)
- Galería Benedet, Oviedo, (1986)
- Nómada marítimo, Galería Aele, Madrid, (1986)
- Nómada marítimo, Institución Ferial de Canarias (INFECAR), Las Palmas de Gran Canaria, (1988)
- Nómada marítimo, Sala San Antonio Abad, Las Palmas de Gran Canaria, (1988)
- Nómada de la luz. Antológica 1964-1994, Centro de Arte "La Regenta", Las Palmas de Gran Canaria, (1994)
- Árbol de luz, Galería Manuel Ojeda, Las Palmas de Gran Canaria, (1995)
- Manuel Padorno 1933-2002, Sala Minerva, Círculo de Bellas Artes, Madrid, (2003)
- Manuel Padorno 1933-2002, Centro de Arte La Regenta, Las Palmas de Gran Canaria, (2004)
- Manuel Padorno 1933-2002, Sala de Exposiciones de Santa Cruz de Tenerife, Colegio Oficial de Arquitectos de Canarias, (2004)

#### Exposiciones Colectivas
- Nómada urbano, Galería Leyendecker, Madrid, (1982)
- Nómada urbano, Boabad, Colegio de Arquitectos de Canarias, Santa Cruz de Tenerife, (1982)
- Colectiva 82, Galería Aele, Madrid, (1982)
- "La banda", Galería Aele, Madrid, (1983)
- Nómada urbano / Interior / Homenaje a Edvard Munch, Galería Aele, ARCO 84, Madrid, (1984)
- Homenaje a Eduardo Westerdahl, Los Lavaderos / Colegio de Arquitectos / Círculo de Bellas Artes, Asociación Canaria de Amigos del Arte Contemporáneo, ACA, Santa Cruz de Tenerife, marzo-abril, (1984)
- III Festival de la Pintura, Caja de Ahorros, Sevilla, (1984)
- Homenaje a Eduardo Westerdahl, Casa de Colón / Casas Consistoriales / Aula Cultural de la Caja de Ahorros, ACA, Las Palmas de Gran Canaria, mayo-junio, (1984)
- el pacto invisible, Galería Aele, Madrid, (1984)
- Homenaje a Eduardo Westerdahl, Museo de Arte Contemporáneo, Castillo de San José, ACA, Arrecife, Lanzarote, (1984)
- la banda en Alicante, Galería Once, Alicante, (1984)
- Colectiva Canaria, Arucas, Las Palmas de Gran Canaria, (1984)
- El toro y sus mundos, Caja de Ahorros de Alicante y Murcia, Aula de Cultura, Alicante, (1984)
- el pacto invisible, Caja de Ahorros de la Inmaculada, Zaragoza, (1985)
- el pacto invisible, Galería Ciento, Barcelona, (1985)
- la banda, Sala El Monte, Sevilla, (1986)
- Espacio y Color (El pacto invisible), Galería Aele, Madrid, (1986)
- Luces en la escena Canaria, Jerusalén Artist House, Jerusalén, (1987)
- Artistas Canarios Contemporáneos, Fundación Pedro García Cabrera, Santa Cruz de Tenerife, (1988)
- Artistas Canarios Sobre Papel, Centro Insular de Turismo, Maspalomas, Gran Canaria, (1990)
- Artistas Canarios. Centenario de la UGT, Sala San Antonio Abad, Las Palmas de Gran Canaria, (1990)
- El museo imaginado, Centro Atlántico de Arte Moderno, Las Palmas de Gran Canaria, (1992)
- Nómada urbano, Galería Manuel Ojeda, Arco 95, Madrid, (1995)
- El poeta como artista, CAAM, Las Palmas de Gran Canaria, (1995)
- Arte Canteras, Real Club Victoria, Las Palmas de Gran Canaria, (1998)
- El Arte y una Ciudad (Pintores y Escultores en Las Palmas de Gran Canaria 1900-1999), Castillo de la Luz, Las Palmas de Gran Canaria, (1999)
- Obeliscos para el 2001, Cabildo de Gran Canaria, Las Palmas de Gran Canaria, (2001)

#### Carpetas
- Vietnamita. 4 heliograbados, The Graphic Man, Madrid, (1972)
- CanEuropeo. Heliograbados, The Graphic Man, Madrid, (1972)
- BoscoCan. Heliograbados, The Graphic Man, Madrid, (1973)
- Nomaden in Netherland. Serie de fotografías geométricas, (1978), (inédita).
- Árbol de luz. 9 serigrafías, Las Palmas de Gran Canaria, (1995)
- Capilla atlántica. 9 serigrafías, Madrid, (2000)
- 7ºH CanManhattan. 7 serigrafías, Madrid, (2001)